# Siegfried Pohl
Siegfried Pohl (* 1943; † 18. Dezember 1996) war ein deutscher Chemiker.

## Leben
Siegfried Pohl habilitierte an der Universität Bielefeld. Ab 1984 war er Professor für Anorganische Chemie an der Carl von Ossietzky Universität Oldenburg. 1992/93 war er darüber hinaus auch Dekan des Fachbereichs Chemie. Dort etablierte er unter anderem die Nutzung der Röntgenstrukturanalyse zur Untersuchung des atomaren Aufbaus chemischer Verbindungen. Darüber hinaus beschäftigte er sich mit der Chemie von schweren Hauptgruppenelementen, mit nachwachsenden Rohstoffen und dem Bereich der Bioanorganischen Chemie. Pohl veröffentlichte über einhundert wissenschaftliche Publikationen.